# Tony Awards 1952
Die Verleihung der 6. Tony Awards 1952 (6th Annual Tony Awards) fand am 30. März 1952 im Großen Ballsaal des Hotels Waldorf Astoria in New York City statt und wurde live von den Radiosendern WOR (AM) und Mutual Broadcasting System übertragen. Moderator war Helen Hayes. Ausgezeichnet wurden Theaterstücke und Musicals der Saison 1951/52, die am Broadway ihre Erstaufführung hatten.

## Hintergrund
Die Antoinette Perry Awards for Excellence in Theatre, oder besser bekannt als Tony Awards, werden seit 1947 jährlich in zahlreichen Kategorien für herausragende Leistungen bei Broadway-Produktionen und -Aufführungen der letzten Theatersaison vergeben. Zusätzlich werden verschiedene Sonderpreise, z. B. der Regional Theatre Tony Award, verliehen. Benannt ist die Auszeichnung nach Antoinette Perry. Sie war 1940 Mitbegründerin des wiederbelebten und überarbeiteten American Theatre Wing (ATW). Die Preise wurden nach ihrem Tod im Jahr 1946 vom ATW zu ihrem Gedenken gestiftet und werden bei einer jährlichen Zeremonie in New York City überreicht.

## Gewinner

### Künstlerische Produktion
| Kategorie           | Preisträger                                                           | Theaterstück bzw. Musical | Nominierungen |
| Bestes Theaterstück | Jan de Hartog                                                         | The Fourposter            |               |
| Bestes Musical      | Oscar Hammerstein II (Buch und Liedtexte) und Richard Rodgers (Musik) | The King and I            |               |

### Künstlerische Leistung
| Kategorie                            | Preisträger       | Theaterstück bzw. Musical | Nominierungen |
| Bester Hauptdarsteller Theaterstück  | Jose Ferrer       | The Shrike                |               |
| Beste Hauptdarstellerin Theaterstück | Julie Harris      | I Am a Camera             |               |
| Bester Hauptdarsteller Musical       | Phil Silvers      | Top Banana                |               |
| Beste Hauptdarstellerin Musical      | Gertrude Lawrence | The King and I            |               |
| Bester Nebendarsteller Theaterstück  | John Cromwell     | Point of No Return        |               |
| Beste Nebendarstellerin Theaterstück | Marian Winters    | I Am a Camera             |               |
| Bester Nebendarsteller Musical       | Yul Brynner       | The King and I            |               |
| Beste Nebendarstellerin Musical      | Helen Gallagher   | Pal Joey                  |               |

### Künstlerische Gestaltung
| Kategorie                         | Preisträger   | Theaterstück bzw. Musical  | Nominierungen |
| Bestes Bühnenbild                 | Jo Mielziner  | The King and I             |               |
| Beste Bühnentechnik               | Peter Feller  | Call Me Madam              |               |
| Beste Choreographie               | Robert Alton  | Pal Joey                   |               |
| Bester Dirigent und Musikdirektor | Max Meth      | Pal Joey                   |               |
| Beste Kostüme                     | Irene Sharaff | The King and I             |               |
| Beste Originalmusik               |               |                            |               |
| Beste Regie                       | José Ferrer   | The Shrike, The Fourposter |               |

### Sonderpreise
| Kategorie          | Preisträger   | Grund der Preisverleihung                                                                                    |
| Special Tony Award | Charles Boyer | Für seine herausragende Leistung in Don Juan in Hell, durch die er zu einem neuen Theatertrend beitrug       |
| Special Tony Award | Judy Garland  | Für ihren wichtigen Beitrag zur Wiederbelebung des Vaudeville durch ihr jüngstes Gastspiel im Palace Theatre |
| Special Tony Award | Edward Kook   | Für seinen Beitrag zur Förderung und Entwicklung der Bühnenbeleuchtung und -elektronik                       |

## Statistiken

### Mehrfache Gewinne
- 5 Gewinne: The King and I
- 3 Gewinne: Pal Joey
- 2 Gewinne: The Fourposter, I Am a Camera and The Shrike